# Herr der drei Welten
Herr der drei Welten (Originaltitel: The 3 Worlds of Gulliver)  ist ein Kinofilm aus dem Jahr 1960. Der Fantasyfilm entstand unter der Regie von Jack Sher. In der Hauptrolle ist Kerwin Mathews zu sehen. Die visuellen Effekte stammen von Ray Harryhausen.

## Handlung
Filmhandlung: Lemuel Gulliver ist als Arzt nicht besonders erfolgreich, weil er zu gutmütig ist und sich oft nichts bezahlen lässt. Seine Freundin Elizabeth will mit ihm ein Haus kaufen, das aber nur eine alte Hütte ist. Darüber geraten sie in Streit. Um an mehr Geld zu kommen und Elizabeth mehr bieten zu können, verdingt er sich als Schiffsarzt. Auch Elizabeth ist an Bord gegangen. In einem Sturm sinkt das Schiff und
Gulliver strandet zunächst auf Liliput, einem Eiland, auf dem die Einwohner sehr klein sind. Die Liliputaner führen Krieg gegen die Nachbarinsel Blefuscu wegen der Frage, ob ein gekochtes Ei am Kopf oder am dicken Ende aufzuschlagen sei. Der bewusstlose Gulliver wird von den kleinen Einwohnern zunächst gefesselt und in die Hauptstadt transportiert. Nachdem er da seine „Harmlosigkeit“ bewiesen hat, wird er vom König aufgefordert, die Nachbarinsel anzugreifen und die Einwohner zu vernichten. Gulliver sammelt aber nur deren Schiffe ein. Er will sich nicht weiter als „Kriegsmaschine“ missbrauchen lassen und baut sich ein Boot, um Liliput zu verlassen.
Nach einiger Zeit auf See erreicht Gulliver die Insel Brobdingnag, ein Land, in dem nun er der Zwerg ist und die Einheimischen die Riesen. Ein „kleines“ Mädchen, Glumdalklitsch, findet ihn am Strand und bringt ihn zum König. Hier löst seine Ankunft Erstaunen aus, und er trifft Elizabeth wieder. Glumdalklitsch bleibt am Hof und betreut die beiden. Gulliver nimmt Elizabeth zur Frau. Doch intrigante Hofschranzen sagen, Gulliver wäre ein Zauberer und wollen ihn töten lassen. Glumdalklitsch hilft ihm und Elizabeth bei der Flucht.
Erschöpft kommen beide wieder nach Hause zurück. Gulliver stellt fest, dass alle drei Welten, die von Liliput, die von Brobdingnag und seine Welt in jedem selbst sind. Glücklich kehrt er mit Elizabeth nach Hause zurück.

## Produktion
Gedreht an Schauplätzen in Girona (Spanien) war Herr der drei Welten die erste Realverfilmung der Abenteuer von Gulliver. Altmeister Ray Harryhausen zeichnete für die herausragenden Spezialeffekte verantwortlich. Der Film erwies sich finanziell als Flop, und Auszeichnungen erhielt er nicht.
In der BRD kam der Film am 20. Dezember 1960 in die Kinos. In der DDR lief er am 25. Oktober 1963 unter dem Titel Die drei Welten des Gulliver in den Kinos an und am 24. Dezember 1975 unter dem Titel Gullivers Reisen im Fernsehen der DDR.

## Synchronisation
Die deutsche Synchronbearbeitung entstand 1960.
| Rolle                   | Darsteller     | Synchronsprecher      |
| ----------------------- | -------------- | --------------------- |
| Dr. Lemuel Gulliver     | Kerwin Mathews | Gert Günther Hoffmann |
| Elizabeth               | June Thorburn  | Marianne Lutz         |
| König von Lilliput      | Basil Sydney   | Arno Paulsen          |
| Lord Bermogg            | Peter Bull     | Otto Czarski          |
| Reldresal               | Lee Patterson  | Herbert Stass         |
| Minister Flimnap        | Martin Benson  | Klaus Miedel          |
| König Brobdingnag       | Grégoire Aslan | Erich Fiedler         |
| Königin von Brobdingnag | Mary Ellis     | Dagmar Altrichter     |
| Patientin               | Joan Hickson   | Ursula Grabley        |

## Kritiken
- „Die tricktechnisch reizvoll verfilmten Abenteuer des Dr. Gulliver […]. Die ethischen Anliegen der politisch-satirischen Romanvorlage „Gullivers Reisen“, z. B. die Vorstellungen von gewaltfreien Konfliktlösungen, kommen angemessen zum Ausdruck.“ – „Lexikon des internationalen Films“[3]

- „Die vorliegende Fassung ist sicher die schönste, was nicht zuletzt an der soliden Trickarbeit des weltbekannten Stop-Motion-Experten Ray Harryhausen liegt, wenngleich das fertige Gesamtprodukt natürlich nicht die Bissigkeit der literarischen Vorlage erreicht.“ – Lexikon des Fantasy-Films. 650 Filme von 1900 bis 1986.[4]

- „Swift, klinisch rein für Kinder, mit exzellenten Spezialeffekten.“ –  Alan Frank in: The Science Fiction and Fantasy Film Handbook.[5]

Die Filmbewertungsstelle Wiesbaden verlieh der Produktion das Prädikat besonders wertvoll.

## Medien

### DVD-Veröffentlichung
- Herr der drei Welten. Sony Pictures Home Entertainment 2002.

### Soundtrack
- Bernard Herrmann: The 3 Worlds of Gulliver. Original Motion Picture Score. Originalaufnahme unter der Leitung des Komponisten. Cloud Nine Records, London 1993, Tonträger-Nr. ACN 7018 / UPN 5-014929-701820.
- Bernard Herrmann: The 3 Worlds of Gulliver. The Motion Picture Score. Neueinspielung des Royal Scottish National Orchestras unter der Leitung von Joel McNeely. Varèse Sarabande Records, Studio City 2001, Tonträger-Nr. 302 066 162 2.